# Білашів (Мізоцька селищна громада)
Білаші́в — село в Україні, у Рівненському районі Рівненської області. Населення становить 1 374 осіб. Раніше було центром Білашівської сільської ради. З 2020 року у складі Мізоцької селищної громади.

## Географія
У селі бере початок річка Стубазка.

## Історія
У 1906 році село Хорівської волості Острозького повіту Волинської губернії. Відстань від повітового міста 8 верст, від волості 10. Дворів 63, мешканців 374.

## Населення
Згідно з переписом УРСР 1989 року чисельність наявного населення села становила 1637 осіб, з яких 728 чоловіків та 909 жінок.
За переписом населення України 2001 року в селі мешкало 1366 осіб.

### Мова
Розподіл населення за рідною мовою за даними перепису 2001 року:
| Мова       | Відсоток |
| ---------- | -------- |
| українська | 99,78 %  |
| російська  | 0,22 %   |

## Відомі люди
У селі народився український мовознавець Ажнюк Богдан Миколайович.
Тут народилася кандидат історичних наук, доцент НУВГП Клинова Галина Дмитрівна.

## Пам'ятки
- Нараїв — заповідне урочище (лісове) в Україні.